# Grampozitivní bakterie

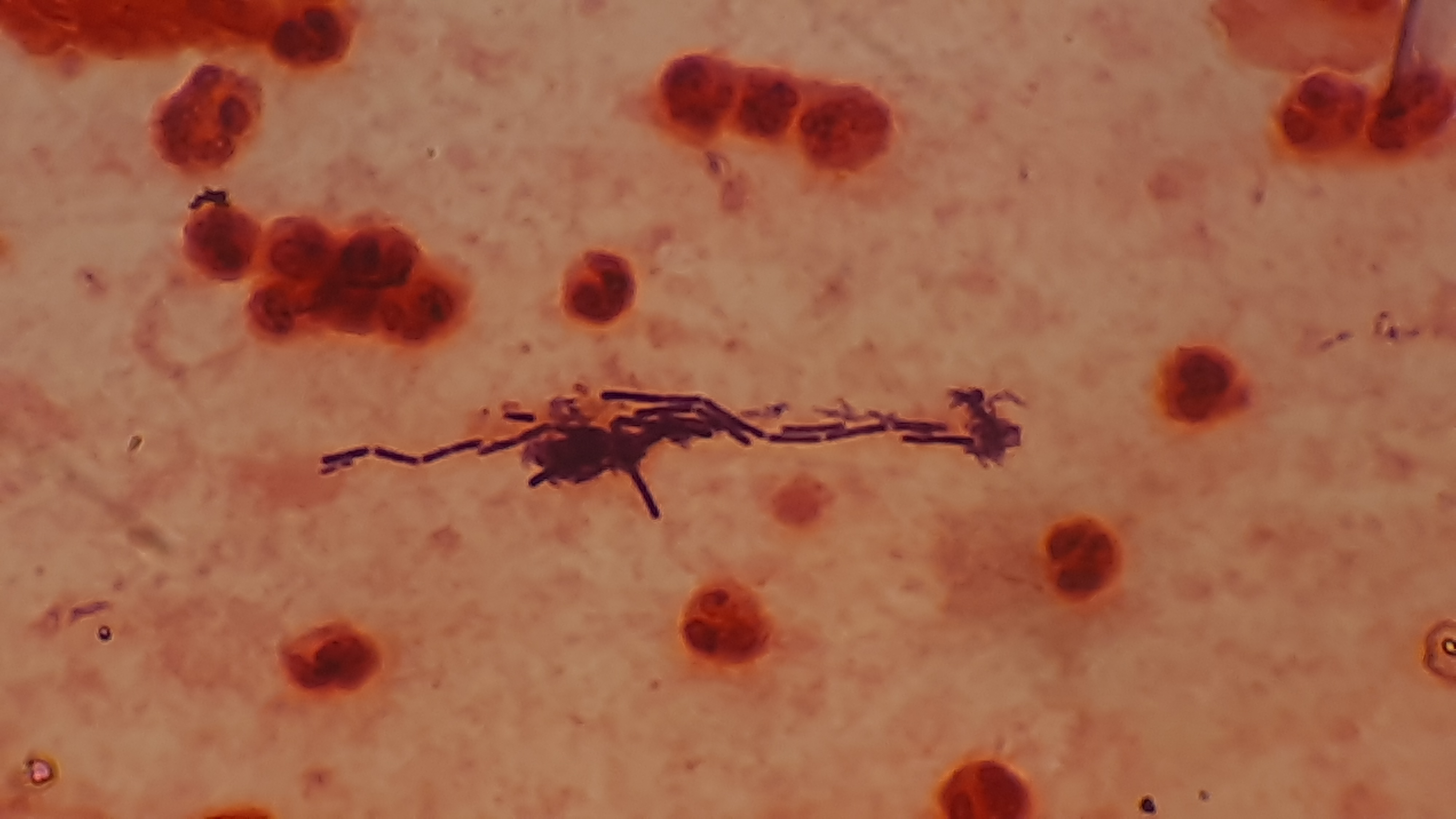
grampositivní tyčinkovité bakterie, při Gramově barvení se barví modrofialově

Jako grampozitivní se označují bakterie, které mají na konci diagnostického barvení podle Gramovy metody pod mikroskopem modrofialovou barvu. Tento fakt je zapříčiněn vysokým obsahem peptidoglykanu v buněčné stěně a absencí vnější membrány a lipopolysacharidové vrstvy.
Ve starším členění bakterií představovaly grampozitivní bakterie skupinu Firmicutes, toto jméno se dnes používá pro větší skupinu, obohacenou o dřívější skupinu Mollicutes, která nevykazuje při testech grampozitivitu, neboť jí buněčná stěna zcela chybí. Do Firmicutes tedy v současné době patří: bývalá skupina Mollicutes, stafylokoky, streptokoky, enterokoky, rod Clostridium, Micrococcus, Listeria, Bacillus, Erysipelothrix, Rhodococcus, Arcanobacterium a další.
Další skupinu grampozitivních bakterií představují aktinobakterie. Krom nich vykazuje grampozitivitu také kmen Deinococcus-Thermus, přestože se uspořádáním podobá spíše gramnegativním bakteriím.
Grampozitivní bakterie obsahují 10 či méně aminokyselin. Tvary jsou tyčinkové nebo kokální. Některé tyčinky jsou schopné pravého větvení. Rozmnožují se příčným dělením. Tvoří termorezistentní endospory.